# احمس ساپائیر
احمس ساپائیر (انگلیسی: Ahmose Sapair) یک شاهزاده در مصر باستان در دوران حکومت دودمان هفدهم مصر بود.

## خانواده
او احتمالاً پسر فرعون تائو دوم و برادر احمس یکم یا شاید هم فرزند احمس یکم بود.

## شواهد تاریخی
در طول دودمان هجدهم مصر او در چندین بنای تاریخی ظاهر می‌شود. چنین اتفاق برجسته‌ای در مورد شاهزادگانی که هرگز به تاج و تخت نرسیدند، نسبتاً نادر است، بنابراین گفته شده است که او ممکن است همان پدر ناشناخته تحوتموس یکم باشد، که جانشین برادرزاده ساپائیر، آمنهوتپ یکم شد.

## تدفین
در ذراع ابوالنجا اوشابتی و کتانی‌های تدفینی متعلق به احمس ساپائیر پیدا شده است. با این حال، مومیایی شناسایی شده متعلق به پسری ۵ تا ۶ ساله است. این مومیایی در سال ۱۸۸۱ در انبار دیر البحری (دی‌بی۳۲۰) پیدا شد و توسط گرافتن الیوت اسمیت و اِی. آر. فرگوسن در ۹ سپتامبر ۱۹۰۵ باز شد. محل مقبره او ناشناخته است، با این حال هنوز در بازرسی از مقبره‌های دودمان بیستم مصر که در پاپیروس ابوت ذکر شده است، مشخص بود.